# 舒尤克·道马什
舒尤克·道馬什（匈牙利語：Sulyok Tamás，發音：[ˈʃujok ˈtɒmaːʃ]；1956年3月24日—），生於匈牙利基什孔費萊吉哈佐 ，為該國律師出身的政治人物。舒尤克自2016年至2024年間擔任匈牙利憲法法院院長。2024年2月26日，舒尤克經國會補選為匈牙利总统。